# Emirado da Sicília
O Emirado da Sicília (em árabe: إمارة صقلية, translit. Imārat Ṣiqilliyya) foi um Estado insular da Europa mediterrânea limitado à Ilha da Sicília e ao arquipélago que existiu entre 948 e 1091, ano em que Rogério I da Sicília, tendo conquistado a última fortaleza islâmica de Noto, unificou toda a ilha sob o Condado da Sicília, estabelecido em 1061.

## História
Na Sicília, a fase histórica da presença islâmica, de 827 a 1072, pode ser dividida nas três fases a seguir:
- a primeira (827-910) quando a Sicília teve um emir-governador nomeado pelo emir aglábida de Qayrawan; durante este período a Sicília gozou de uma autonomia muito ampla e a influência exercida pelo emir de Qayrawan foi bastante branda, porém o cargo de emir da Sicília quase nunca foi hereditário. Naquela época, parte da ilha ainda estava nas mãos dos bizantinos da Sicília (Siracusa foi ocupada apenas em 878, Taormina em 902).
- a segunda (910-948) durante o qual os governantes passaram a ser fatímidas; nesta fase, a ampla autonomia do período anterior foi visivelmente limitada.
- a terceira, (948-1072), a era dos Cálbidas: uma dinastia xiita-ismaelita desejada pelo imame fatímida, que acabou por governar a ilha como um verdadeiro emirado dependente dos fatímidas mas com uma monarquia islâmica hereditária.[1]

### Nascimento do Emirado
Em 948, a capital do Califado Fatímida foi transferida, e a administração da ilha foi confiada, com a maior autonomia, aos Cálbidas, fiéis emissários dos fatímidas. Inicialmente, Haçane foi governador da Sicília em nome dos fatímidas com uma simples delegação e não houve concessão hereditária do Emirado. Foi apenas graças à a habilidade e visão política de Haçane que, no espaço de cerca de vinte anos, transformou o que era uma província em um Emirado independente, que permaneceu fiel ao governo do Cairo apenas no aspecto religioso. O domínio da dinastia Cálbidas, que durou mais de cem anos, também corresponde à idade de ouro da Sicília islâmica, um período rico em arte e cultura.
Em 953, após uma expedição bem-sucedida que obrigou os bizantinos a pagarem tributos à Calábria e depois de ter fundado uma comunidade islâmica com uma mesquita na cidade de Régio, Haçane foi à recém-inaugurada capital Mançoria para homenagear o quarto xeque fatímida. Tendo obtido a autorização para investir seu filho Amade ibne Haçane Alcalbi como seu herdeiro, ele pressionou para que pudesse concluir a conquista das últimas cidades da Sicília que haviam caído sob o controle bizantino durante o período de anarquia que durou entre 914 e 920. A investidura de Amade ainda não era hereditária por lei, mas o processo estava em andamento. Em 956, os bizantinos romperam a trégua, destruíram a mesquita de Régio e invadiram Termini. Dois anos depois, a contraofensiva árabe-siciliana trouxe as fronteiras de volta ao Estreito de Messina, enquanto Almuiz concordou em quebrar o acordo anterior com os bizantinos e forneceu as tropas necessárias para continuar a conquista. Taormina foi conquistada em 962, após um longo cerco a última fortaleza de Rometta finalmente caiu em maio de 965 .

### Fase de potência e desenvolvimento máximo
Em 970, Abu Alcácime (970-982), segundo filho de Haçane, chegou a Palermo e conseguiu acalmar as tensões entre os berberes e os árabes. Em 976, os bizantinos atacaram a cidade de Messina, mas a tentativa de invasão foi interrompida com sucesso e isso permitiu saquear várias cidades bizantinas no sul da Itália. Com Abu Alcácime, qualquer influência residual do Norte da África, ainda presente com os dois emires anteriores, cessou completamente e o Emirado da Sicília se encontrou em um estado de total independência legal e política. A partir desse momento, o vínculo da Sicília com o Cairo, formal e substancialmente, era apenas de natureza religiosa. Em 982, o imperador germânico Otto II desceu até a Calábria com seus exércitos, desta vez os árabes-sicilianos uniram forças com os bizantinos para formar uma frente comum contra os desígnios expansionistas do imperador, obtendo grande sucesso. A vitória foi prejudicada pela morte do emir Alcacim em batalha, mas os exércitos germânicos e seus aliados italianos foram forçados a fugir apressadamente para o norte e o próprio imperador Otto II se salvou por puro acaso ao fugir em um barco mercante bizantino.
O novo emir da Sicília investido foi Jabir Alcabi, filho do falecido Abu Alcacim; no ano seguinte Jabir foi deposto e seguiram-se os curtos reinados de Jafar I (983-985) e Abedalá Alcabi (985-989), que viram uma reconciliação geral do ponto de vista da política interna, mas que viram a retomada da política externa nas hostilidades navais contra o Império Bizantino, a República de Veneza e a República de Pisa .
Em 989, começa o reinado de Iúçufe Alcabi e o emirado siciliano entra na fase de seu máximo poder político e militar, a frota siciliana torna-se uma das mais poderosas do Mediterrâneo. A organização do Estado foi reformada, o novo emir Iúçufe adquiriu um vizir e um camareiro da corte. A partir deste momento, e por todas as três décadas seguintes, com o emir Iúçufe e depois com seu filho Jafar II, o Emirado da Sicília atingiu o ápice de seu poder político e militar. Esta situação traduziu-se também nos domínios socioeconômico, artístico e literário, nos quais se atingiram níveis de evolução e refinamento muito elevados.
Em 998, Iúçufe, acometido de grave doença, abdicou em favor de seu filho Jafar II; ele, assumindo as rédeas do Estado, passou a usar, ao fim de mais de um milênio, o título de "Rei" (em árabe: ملك; romaniz.: malik) da Sicília, julgando-o mais adequado à ilha, atento ao fato de a Sicília ter sido um reino na antiguidade. Amante da paz, preferiu uma vida confortável aos desconfortos das expedições militares, gastando seu tempo no ócio e no bem-estar, principalmente em seu Parque Favara (em árabe: fawwāra, lit. 'fonte'), em Palermo. Lá, mandou construir o castelo Maredolce, que era conhecida na época de Rogério II como Qaṣr Jaʿfar (lit.: Palácio de Jafar). Jafar também era cercado por poetas e artistas de todos os tipos, além dele próprio ser um bom poeta e escritor, e um filólogo experiente.
O período do reinado de Jafar II representa o momento de máxima expansão e influência para o Emirado Siciliano. A capital Palermo (à época conhecida como Balarm, em siciliano-árabe) alcançou grande esplendor e era repleta de palácios, mesquitas, obras de arte e parques reais plantados com tamareiras.  A autoridade de Jafar II foi desafiada em 1015 por seu irmão ʿAlī, que levantou um exército de escravizados berberes e africanos, buscando derrubá-lo. A tentativa falhou e Ali foi capturado e executado, e todos os berberes presentes na Sicília foram expulsos como punição
O vizir Hasan Ibn Muhammad aumentou muito a carga tributária, especialmente em detrimento da aristocracia e isso tornou Jafar II muito impopular.
Em 1019, Palermo se revoltou contra os Cálbidas; o palácio foi atacado e o vizir e o camareiro foram mortos; Jafar II e seu pai, o velho emir Iúçufe, foram poupados, mas foram forçados a fugir para o Egito. O governo do Emirado da Sicília foi confiado a Amade ibne Iúçufe ALacal, conhecido como Ahmad II, irmão de Jafar II.

### Decadência
Em 1026, os bizantinos aniquilaram todos os postos sicilianos-árabes localizados na costa jônica da Calábria e usou para solicitar tributos naquela região. Amade II pediu ajuda aos Zíridas e, junto com eles, se envolveram em pirataria, levando-o a se ausentar por longos períodos da corte de Palermo.
Com isso, o emir deixou o poder nas mãos de seu filho Jafar que, manchando-se com pesadas iniquidades, colocou a aristocracia de origem norte-africana contra o resto dos sicilianos. Amade II optou, então, apoiar os aristocratas do Norte da África contra os habitantes da ilha, mais numerosos, e, em 1031, ele dobrou a tributação sobre as classes populares árabes-sicilianas de uma só vez.
Tudo isso levou a um estado de forte tensão política que resultou em uma guerra civil em 1034, que dividiu a própria família real. Seu irmão Abu Hafs em apoio às classes populares sicilianas se voltou contra Ahmad II que, para se manter no poder, ele foi forçado a pedir ajuda ao Império Bizantino que, ao nomeá-lo "Mestre", prometeu-lhe o envio do poderoso exército de Giorgio Maniace. Os muçulmanos da Sicília viram essa sujeição de seu emir a um rei cristão como uma grande vergonha e viraram as costas, isolando-o de vez
Em 1037, os zíridas moveram-se em armas contra o Emirado da Sicília, invadindo grandes porções dele. Ahmad II inicialmente, graças à ajuda dos bizantinos, conseguiu resistir à invasão, mas os bizantinos se retiraram para seus territórios, além do Estreito de Messina, deixando Ahmad II sem ajuda e ele acabou morto.
Este cenário desastroso de guerra e grande instabilidade, criado devido à invasão dos zíridas norte-africanos liderados pelo emir Abdullah, levou os bizantinos a regressarem à ilha para tentar a reconquista da Sicília. Em 1038, sob o comando de Stefano, irmão do imperador Miguel IV, o Paflagônico, os exércitos bizantinos, reforçados com algumas tropas formadas por normandos e exilados lombardos, liderados pelo general Jorge Maniace, desembarcaram em Messina, espalhando-se por Val Demone. A expedição, porém, terminou em fracasso do ponto de vista estratégico, devido ao resgate dos sicilianos-árabes, mas os resultados táticos alcançados foram de grande importância, pois o mito da invencibilidade dos árabes que finalmente davam sinais de invasão interna subsidência em todo o território siciliano.
Depois de expulsar os zíridas e os bizantinos, em 1040, Haçane II, irmão mais novo de Amade II - morto em batalha três anos antes-, foi aclamado como o novo emir da Sicília. Porém, o poder de Haçane revelou-se severamente limitado e condicionado pela aristocracia, sobretudo a de Palermo, que tinha o controle da poderosa assembleia de Giamà'a. Em 1052, Haçane II foi deposto pelos palermitanos que proclamaram uma espécie de "República Islâmica", que durou vinte anos, sob o domínio de um pequeno e poderoso grupo de aristocratas.
Com o fim dos Cálbidas, o Emirado da Sicília entrou numa fase de anarquia incurável, a última da sua história, que foi o prelúdio do advento dos normandos Altavila, que precedeu o Reino da Sicília.
O emirado siciliano foi desfeito e a ilha foi dividida em quatro potentados territoriais diferentes, praticamente independentes e rivais entre si, chamados Caide; no entanto, nenhum caide jamais assumiu o título de " Emir ", limitando-se a exercer seu poder dentro dos limites de seu domínio.
Os quatro Caides foram:
- Caidato de Trapani, Marsala, Mazara e Sciacca, nos quais reinou ʿAbd Allāh ibn Mankūd (1044 - 1065).
- Caidato de Girgenti, Castrogiovanni e Castronuovo, que pertenciam a Ibn al-Hawwas (1044 - 1065).
- Caidato de Palermo e Catania, cujo senhor era Ibn al-Maklatī (1044 - 1061).
- Caide de Siracusa, que refere a Ibn al-Thumna (1044 - 1062).[9]

### O fim do Emirado da Sicília
O normando Guilherme I da Apúlia, que voltou entre seus parentes após a expedição infrutífera de Giorgio Maniace, relatou as maravilhas da ilha da Sicília e a possibilidade de tomá-la dos muçulmanos.
Em fevereiro de 1061, os irmãos Roberto de Altavila e Rogério, da família Altavila de origem normanda, desembarcaram perto de Messina para iniciar as operações de conquista da ilha. A ocupação de Messina deu-se pouco depois e, apesar da chegada de reforços do Magrebe, a superioridade militar normanda foi-se estabelecendo numa ilha que já era alvo de disputas entre os Caides. Messina foi a primeira grande cidade siciliana a cair nas mãos de Rogério, tornando-se a primeira capital do nascente estado siciliano dos Altavilas. Em 1063, perto do rio Cerami (um afluente do Salso), Roger derrotou um exército de árabes sicilianos e Ifriqiyani, no qual também caiu o Caide de Palermo, Arcadio.
A República Marítima de Pisa, aliada dos Altavilas, também contribuiu para a derrota dos sicilianos-árabes, que em 1063 atacaram o porto de Palermo, no chamado empreendimento de Palermo, colocando os muçulmanos em sérias dificuldades e saqueando numerosos navios, com um saque que também foi usado para a construção da famosa catedral na Piazza dei Miracoli.
Catania foi ocupada em 1071 na segunda investida normanda e assim nasceu o Condado da Sicília. Palermo foi tomada em 1072, após um ano de cerco.
A resistência foi liderada por Ibn ʿAbbād, conhecido como Benavert, senhor de Siracusa, que resistiu até 1086.

O último resquício da presença islâmica na Sicília foi Noto que, ao fim de 30 anos de guerra, caiu nas mãos de Rogério, o governante do novo Condado da Sicília, em 1091.